# Косарик
Косари́к (каз. Қосарық) — село у складі Шиєлійського району Кизилординської області Казахстану. Входить до складу Акмаянського сільського округу.
У радянські часи село було частиною села Авангард, до 2020 року називалось селище Полуказарма.
Населення — 106 осіб (2021; 132 у 2009, 136 у 1999, 139 у 1989).